# Super-Fuzz
Das Super-Fuzz ist ein Effektpedal im Pedalboard eines Rigs für E-Gitarre und E-Bass und wurde erstmals Ende der 1960er vom Unternehmen Univox hergestellt, welches 1985 von KORG aufgekauft wurde. Über die Jahre kamen verschiedene Varianten des Super-Fuzz auf den Markt, die sich in Farbe und im Gehäuse unterschieden.

## Aufbau und Sound
Das Super-Fuzz hat ein stabiles Metallgehäuse mit einem "Balance"-Regler (für die Lautstärke), einem "Expander"-Regler (für die Verstärkung), sowie einem Schalter, mit dem man zwischen zwei verschiedenen Sounds schalten kann. Der typische Super-Fuzz-Sound ist sehr aggressiv verzerrt.

## Bekannte Bands, die das Super-Fuzz verwende(te)n
- Mudhoney
- The Smashing Pumpkins
- Dinosaur Jr.
- fIREHOSE
- The Who
- Queens of the Stone Age
- Fu Manchu
- Cream

## Referenzkasten
- Mudhoney haben ihr Album "Superfuzz Bigmuff" in Anlehnung an ebendiese beiden Effektgeräte benannt, da diese essenziell für den Sound ihrer und anderer Grunge-Bands dieser Zeit waren.
- Es existieren von den Unternehmen Behringer und Voodoo Lab ebenfalls Effektgeräte mit dem Namen Superfuzz.